# Fiatalok Alternatívája Németországért

A Fiatalok Alternatívája Németországért (németül: Junge Alternative für Deutschland vagy JA) egy németországi ifjúsági tagozat, mely bár az Alternatíva Németországért de facto ifjúsági tagozata,:202 jogilag attól független. Az ifjúsági tagozat tagjai 14 és 35 év közöttiek.

## Történet
A JA 2013 júniusában jött létre, 4 hónappal az AfD után, első elnöke Torsten Heinrich volt.:202 Heinrich a pártot 2014 márciusában elhagyta.:202
A JA függetlensége tekintetében az AfD valamennyire eltávolodónak tekinti, többször is vádolják „túl szélsőséges jobboldalisággal”, politikai regresszióval és antifeminizmussal a német médiában.
2014 márciusában a JA Nigel Farage-ot meghívta a párt észak-rajna-vesztfáliai szervezetébe Kölnbe. Ez vitákat okozott az AfD-ben az engedély nélküli meghívás miatt, a helyi szervezet és az ifjúsági tagozat függetlenségüket akarták hangsúlyozni. A meghívás ellentétes volt az AfD irányelvével, hogy a hivatalos érintkezést más pártokkal csak a szövetségi vezető fogadhatja el. Nigel Farage jelenléte okozhatta a Bernd Luckével, az AfD akkori vezetőjével való viszonyok romlását, aki a lépést „rossz politikai irány jelének” tartotta.
A JA antifeminista kampányt indított a Facebookon „Gleichberechtigung statt Gleichmacherei” címmel (többféleképpen „egyenlő jogokat gyengítés helyett” vagy „egyenlőséget egyformaság helyett” alakban is fordítják) az SPD Fiatal Szocialistáira válaszul, akik a nemzetközi nőnap ünneplésére a feminizmust támogató képeket közöltek. A JA Facebook-oldala a feminizmust „baloldali ideológiának” nevezte, és arra kért embereket, hogy közöljenek az elutasítására okokat. A kampány a nemikvóta-tervezetekre volt válasz. A médiumok rossz ízlésnek találták a JA választási kampányanyagaként jelölt vonzó nőket mutattak úszófelszerelésben az „egyenlőséget egyformaság helyett” jelmondattal. A JA ezután 4 meztelen férfit tartalmazó képet közöltek „le a puha igazsággal” jelmondattal.
2014 májusában a JA azt állította, hogy pártolja a bűn elleni önbíráskodást.
2015-ben egy JA-ülésen Philipp Meyert eltávolították hivatalából. Meyer, az AfD-vezető Bernd Lucke szövetségese a JA liberális oldalának volt része, és azt állították róla, hogy a JA-vezetőség kívánságai ellen tett Björn Höcke eltávolításának támogatásával. Meyer utódja Markus Frohnmaier volt, a JA szélsőjobboldali tagja és Höcke szövetségese.
2016-ban a JA több mint 800 tagról számolt be 16 regionális szervezetben.:202 Ekkor Észak-Rajna-Vesztfáliában, a Saar-vidéken, Hamburgban, Baden-Württembergben, Bajorországban, Rajna-Vidék-Pfalzban és Berlinben volt az AfD hivatalos ifjúsági tagozata.:202 Bár az AfD de facto ifjúsági tagozata, szövetségi szinten nincs kapcsolatuk.:202
Marvin Neumann és Carlo Clemens lettek 2021. április 18-án a JA társelnökei. Kevesebb mint 3 hét után Neumann az AfD-vezetők nyomására visszalépett rasszista és a fehér felsőbbrendűségről szóló posztjai miatt, mivel attól féltek, hogy a csoport szélsőségesként lesz besorolva.
Az Amerikai Egyesült Államok Külügyminisztériuma 2021-ben közzétett egy jelentést, mely szerint a Bajor Alkotmányvédelmi Hivatal a JA-t figyeli.
2023-tól a JA-t jobboldali szélsőséges szervezetként sorolta be a német hírszerző szolgálat, a Szövetségi Alkotmányvédelmi Hivatal (BfV), miután 2019-től gyanúsnak nyilvánította és megfigyelte.

## Fordítás
Ez a szócikk részben vagy egészben  a   Young Alternative for Germany című angol Wikipédia-szócikk ezen változatának fordításán alapul.  Az eredeti cikk szerkesztőit annak laptörténete sorolja fel. Ez a jelzés csupán a megfogalmazás eredetét és a szerzői jogokat jelzi, nem szolgál a cikkben szereplő információk forrásmegjelöléseként.